# AA Волопаса
AA Волопаса (лат. AA Boötis) — одиночная переменная звезда в созвездии Волопаса на расстоянии приблизительно 3299 световых лет (около 1012 парсеков) от Солнца. Видимая звёздная величина звезды — от +10,4m до +9,5m.

## Характеристики
AA Волопаса — красный гигант, пульсирующая медленная неправильная переменная звезда (LB) спектрального класса M4p, или M5. Радиус — около 101,13 солнечных, светимость — около 1097,412 солнечных. Эффективная температура — около 3304 K.